# The Little Straw Wife
The Little Straw Wife è un cortometraggio muto del 1915 diretto da Joseph Byron Totten.

## Produzione
Il film fu prodotto dalla Essanay Film Manufacturing Company.

## Distribuzione
Distribuito dalla General Film Company, il film - un cortometraggio in tre bobine - uscì nelle sale cinematografiche USA il 23 marzo 1915.